# Isca Augusta
Isca, numită în documente și ca Isca Augusta sau Isca Silurum, a fost locul de amplasare a unei așezări și cetăți romane legionare sau vicus, rămășițele căreia se află parțial sub satul Caerleon, în partea de nord a orașului Newport, în sudul Țării Galilor. Situl include Amfiteatrul Caerleon și este protejat de Cadw.
Sediu central al Legiunii a II-a Augusta, care a luat parte la invazia de sub Împăratul Claudius în 43, Isca este important pentru studiul cuceririi și colonizării Britaniei de către armata romană. Isca a fost una din cele doar trei cetăți legionare permanente mai târziu din Anglia romană târzie și, spre deosebire de celelalte situri din Chester și York, vestigiile arheologice de aici zac relativ netulburate sub câmpurile și orașul Caerleon și oferă șansa unică de a studia legiunile romane în Marea Britanie. Săpături au loc și astăzi, iar noi descoperiri continuă să apară: în secolul al XX-lea, a fost descoperit un complex foarte mare de clădiri monumentale în afara cetății, între Râul Usk și amfiteatru. Această nouă suprafață de canabae era anterior necunoscută.

## Nume
În limbile britonice, numele Isca înseamnă „apă” și se referă la Râul Usk. Sufixul Augusta apare în Ravennatis Anonymi Cosmographia și era un titlu onorific preluat de la legiunea care a staționat acolo. Locul este denumit în mod în mod regulat ca Isca Silurum pentru a-l diferenția de Isca Dumnoniorum și pentru că se afla pe teritoriul tribului Silurieni. Cu toate acestea, nu există dovezi că această denumire era folosită în epoca Romană. Mai târziu, numele Caerleon a fost derivat din limba galeză însemnând „cetatea legiunii”.

## Fondare și istoric

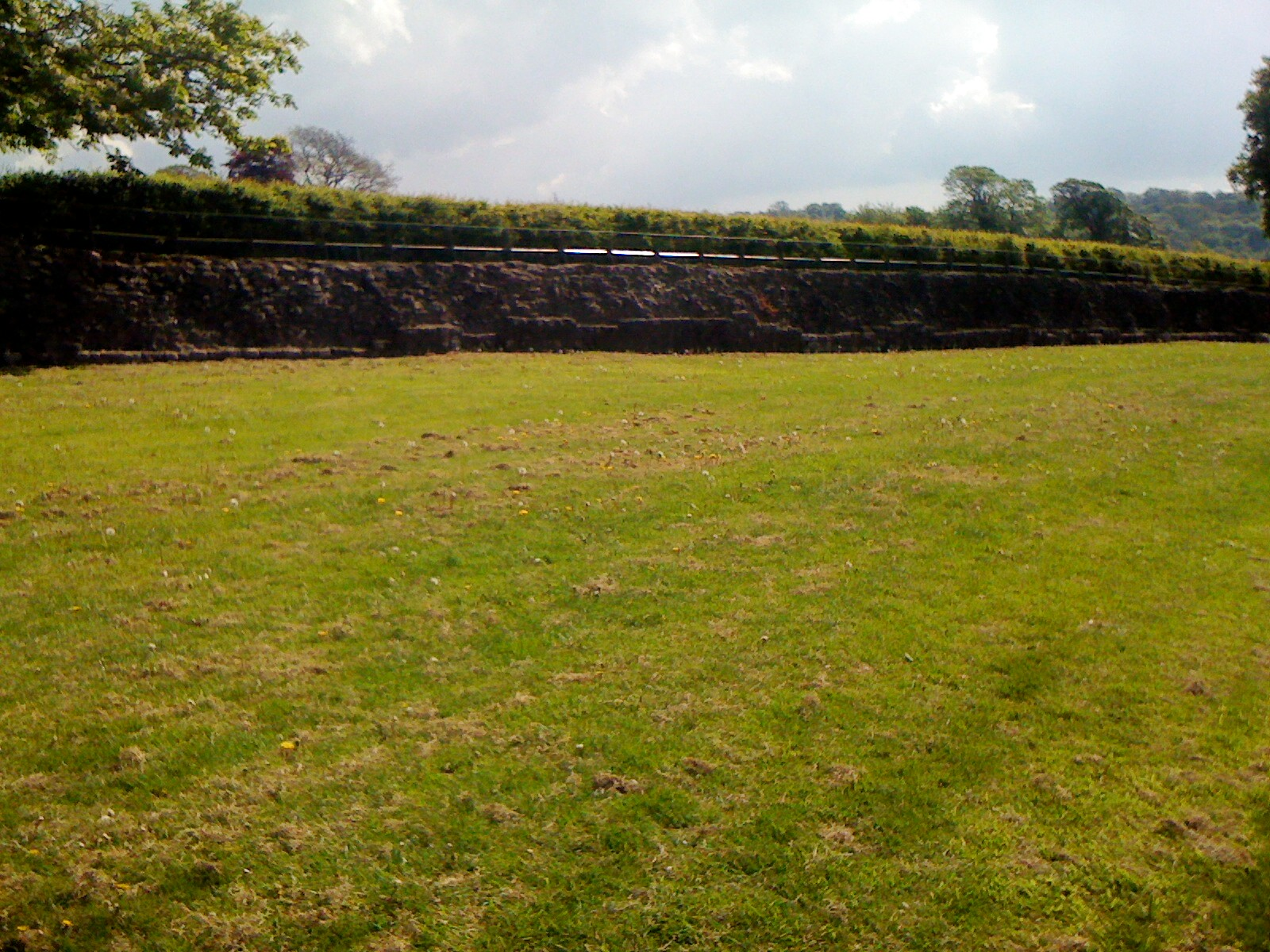
Zidurile cetății romane, Isca Augusta

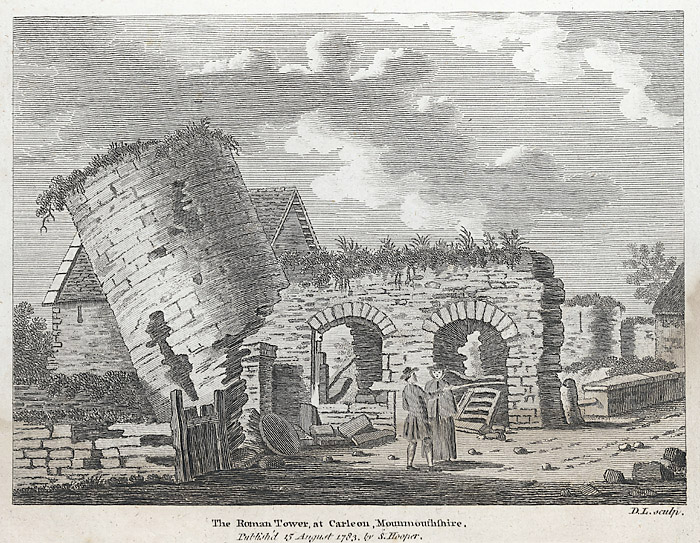
Un turn roman parțial intact în Caerleon, desenat în 1783

Isca fost fondată în 74 sau 75 în timpul ultimei campanii a Guvernatorului Sextus Iulius Frontinus împotriva triburilor native feroce din vestul Marii Britanii, în special Silurienii în sudul Țării Galilor, care au rezistat invaziei romanilor timp de peste o generație.
Isca devenit sediul central al Legiunii II Augusta, care avea baza în cetatea mare, construită inițial cu un banc de pământ și palisadă de lemn. Acesta a rămas sediul lor până după anul 300 AD. În interior se afla o gamă obișnuită de clădiri militare: un sediu central, reședințele legaților, casele tribunilor, spital, o baie mare, ateliere de lucru, barăci, hambare și, în mod neobișnuit, un amfiteatru mare.
La acel moment în timp, în Marea Britanie erau staționate patru legiuni dintr-un total de aproximativ 30 de legiuni în întregul Imperiu, ceea ce face din Marea Britanie una dintre cele mai puternic militarizate provincii, fapt datorat statutului de frontieră și vecinilor ostili. Fiecare legiune consta din peste 5.000 de soldați profesioniști, puternic înarmați și extrem de disciplinați, care se înrolau în armată pentru cel puțin 20 de ani. Coloana vertebrală a armatei, legionarii au fost cuceritorii și constructorii Imperiului Roman, care au adus cu ei idei, practici și tradiții externe care au schimbat societatea și cultura din Marea Britanie pentru totdeauna.

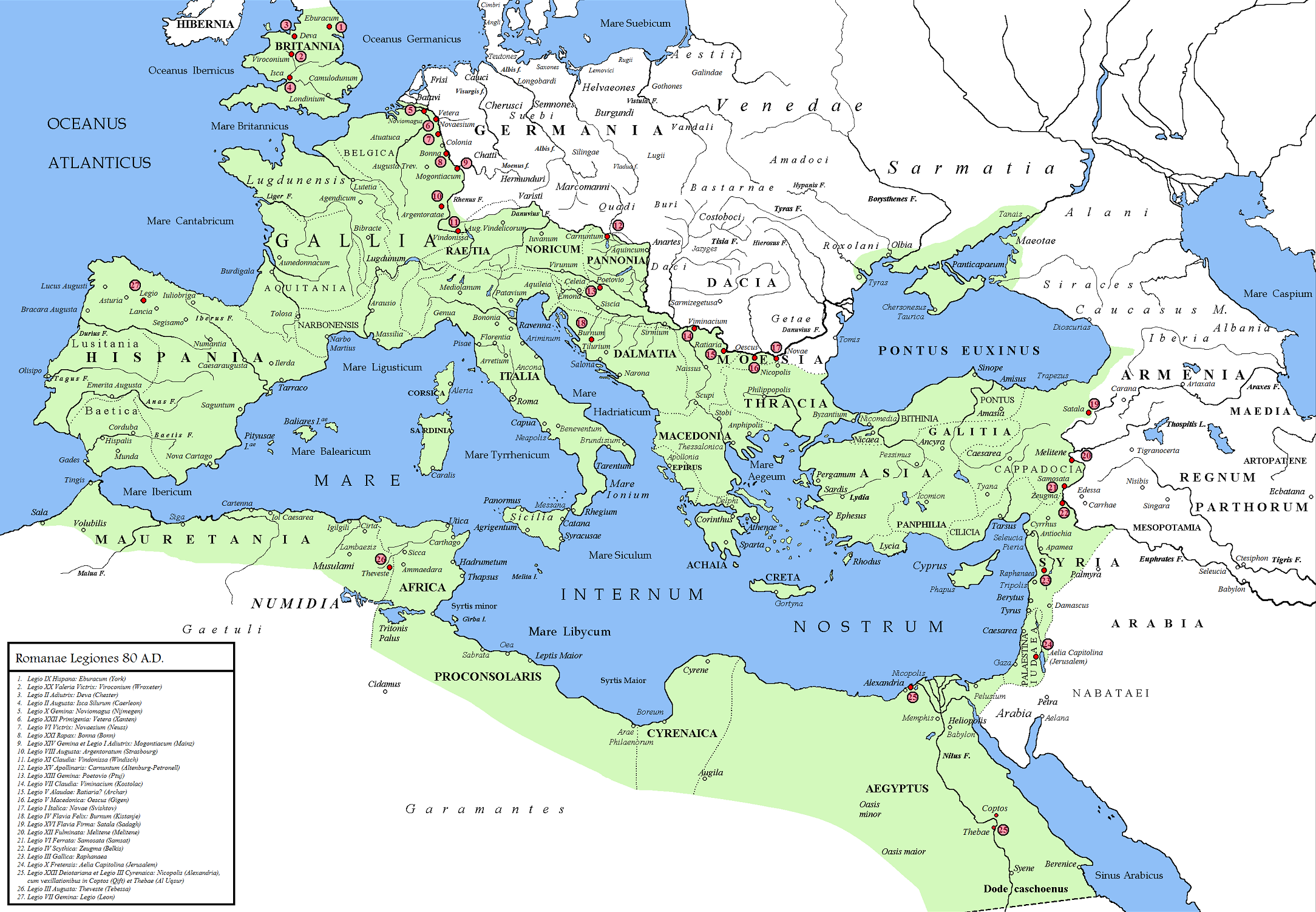
Cetăți legionare în 80AD

O inscripție cu Traian oferă o dată aproximativă de AD99/100 pentru înlocuirea zidurilor cetății, când meterezele originale de pământ și lemn au fost consolidate prin adăugarea de piatră în față. Aceste metereze „compozite” constau dintr-un zid de piatră gros de peste 1,5 metri, cu un banc argilos și un șanț în spate.
În anul 120, a fost necesar ca detașamente sau vexilații ale legiunii să fie relocate în altă parte în provincie, iar Isca a devenit mai mult o bază militară decât o garnizoană. Cu toate acestea, se crede că fiecare cohortă a menținut o prezență în cetate. Când Septimius Severus a preluat puterea în ani 190, a renovat Isca și legiunea a fost implicată în reconstruire, după pierderi grele pe continent. Alte restaurări au avut loc sub Caracalla, când poarta de sud-vest a fost reconstruită, amfiteatrul a fost remodelat și acoperișul barăcilor a fost refăcut. Este posibil ca legiunea să fi fost chemată să lupte pentru una dintre multele persoane care doreau puterea în secolul al III-lea. Deși cea mai mare parte a fortului era goală, un grup de îngrijitori mențineau facilitățile, iar în anii 270 a început o perioadă de reocupare și reconstruire. Principalele structuri militare sunt considerate a fi în cele din urmă demolate de către uzurpatori, Carausius sau Allectus, când legiunea a fost nevoită să respingă o posibilă invazie de pe continent. Este posibil ca piatra din Isca să fi fost folosită pentru apărare pe coasta de sud. Deși este posibil ca prezența militară să fi fost ocazional prezentă la începutul secolului al IV-lea, cetatea a fost, probabil, preluată de către oamenii din vicus. Bazilica băilor a fost folosită drept grajd pentru vite.
Descoperiri recente sugerează că ocupația romană de un fel cât mai târziu 380.

## Amfiteatru
Din cauza formei sale rotunjite, amfiteatrul excavat era numit de localnici „Masa Rotundă a Regelui Arthur”, deși nu există nici o legătură între ele. O primă investigație în 1909 a demonstrat potențialul pentru o excavare extinsă a structurii, care a început în 1926 și a fost supravegheată de către Victor Erle Nash-Williams. Aceasta a dezvăluit, printre altele, că amfiteatrul a fost construit în jurul nului 80. Această construcție (Perioada I) a fost distrusă de un incendiu la începutul secolului al II-lea, iar a doua construcție (Perioada II) a fost ridicată în circa 138 și distrusă după aproximativ șaizeci de ani, în circa 196/7. A fost reconstruită pentru a treia și ultima dată în timpul campaniilor lui Severus și Caracalla în Marea Britanie circa 197-211. Clădirea din perioada III nu a mai fost folosită începând cu mijlocul secolului al IV-lea, în același timp, o dată cu evacuarea cetății Caerleon. Cele mai recente monede descoperite în acest sit sunt cele cu Valens (364-378).
Arena este de formă ovală, cu opt intrări, iar stadionul este conceput pentru a avea o capacitate de aproximativ șase mii de spectatori, și, în afară de obișnuitele spectacole de gladiatori, a fost, probabil, folosit pentru parade, marșuri și exerciții pentru garnizoana cetății.

## Port
În august 2011, rămășițele unui port roman au fost descoperite în Caerleon.

## Rămășițe

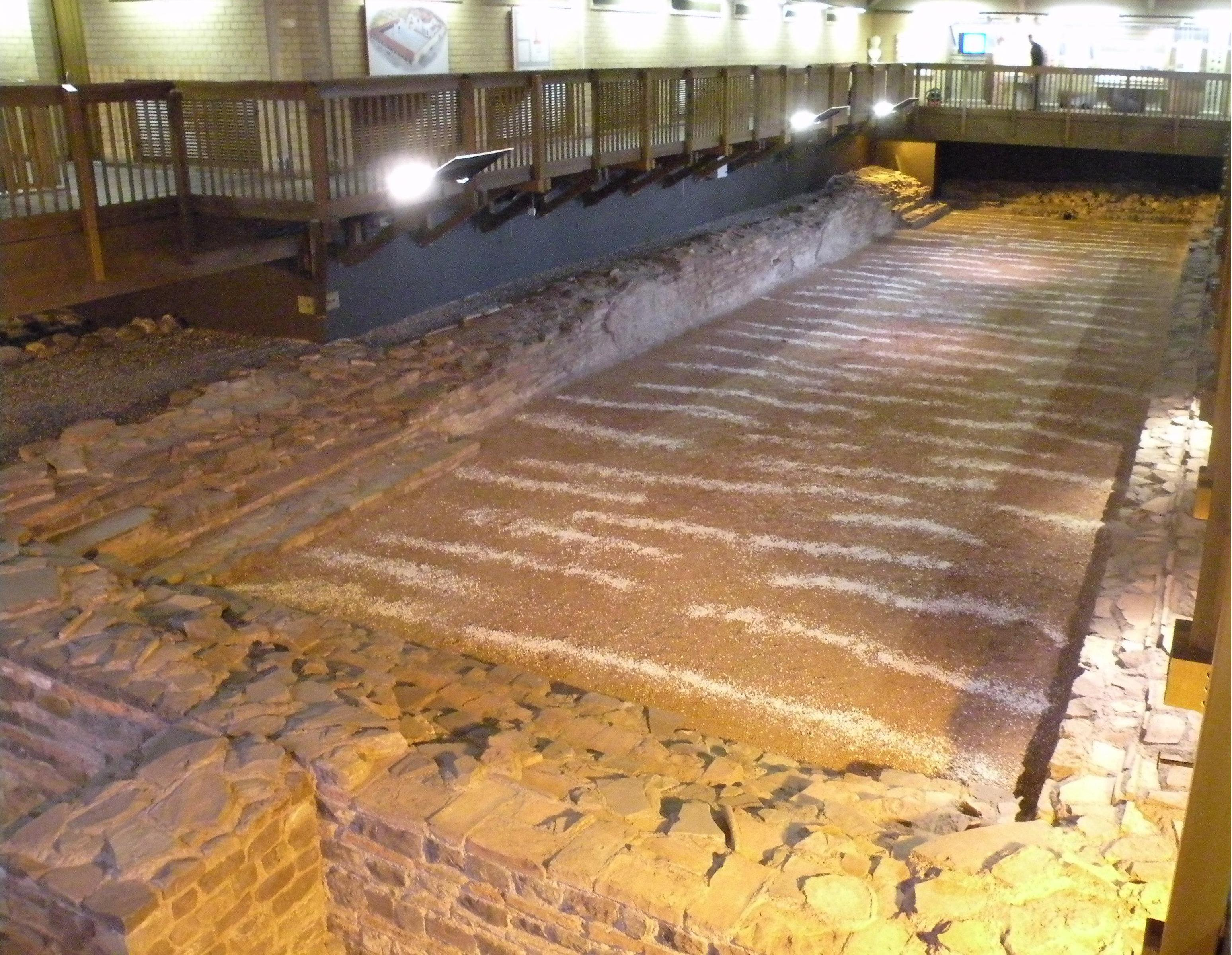
Baia publică

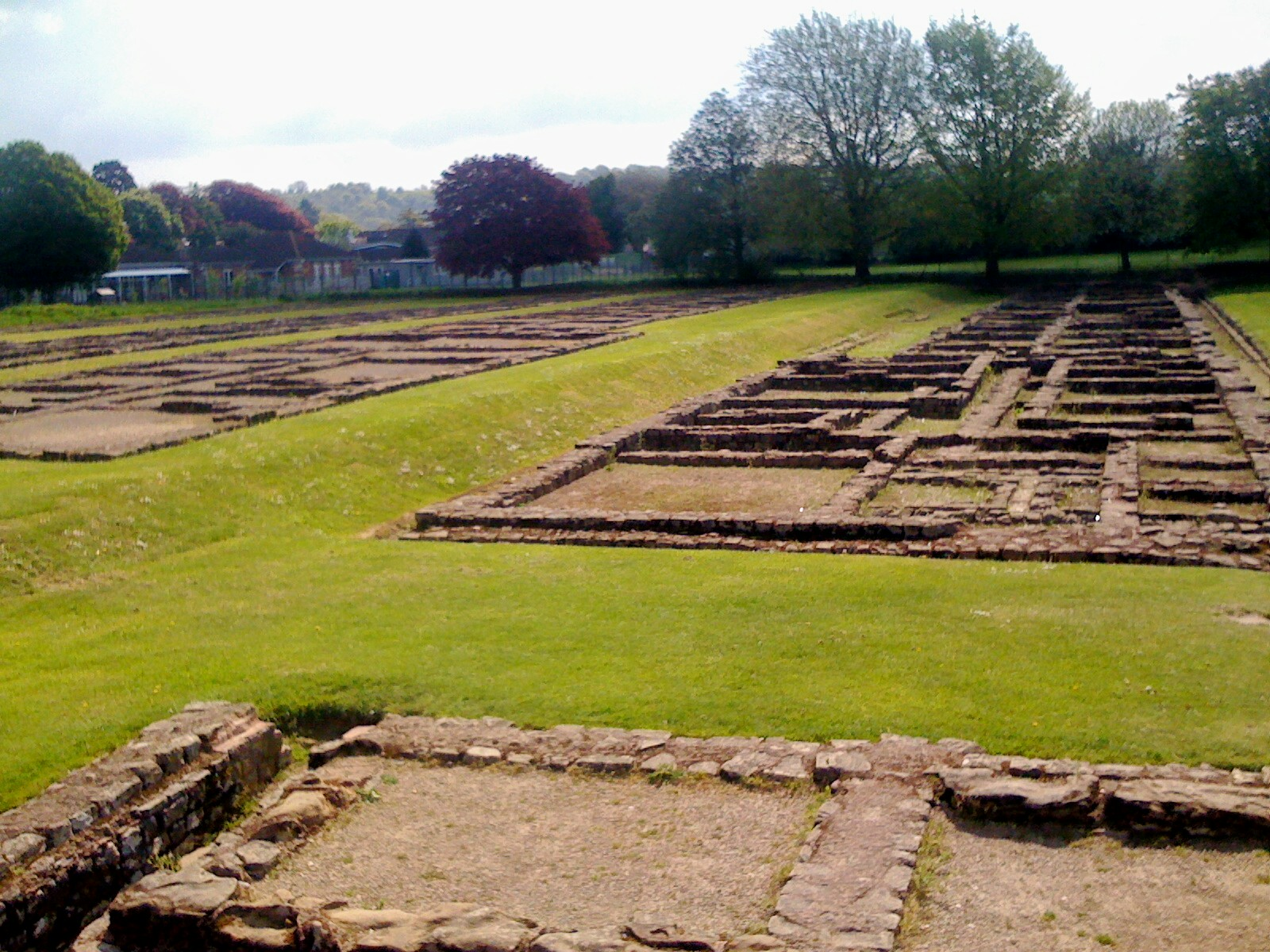
Cazarma Prysg Field, Isca Augusta

Vestigii substanțiale, excavate arheologic din castrul Roman, pot fi văzute în Caerleon.
Cadw administrează:
- Amfiteatrul militar, unul dintre cele mai impresionante din Marea Britanie
- O parte a băii publice militare, având deasupra Cetatea și Băile Romane Caerleon în situ
- Cazarma Prysg Field, singura cazarmă legionară romană vizibilă în Europa
- Zidul cetății, încă vizibil, înalt de 3,7 m în unele locuri